# Барух ди Беневенто
Барух ди Беневенто (из Беневенто; первая половина XVI века) — итальянский и еврейский мистик-каббалист, познакомивший христианских гуманистов эпохи Возрождения с основным источником каббалы — книгой «Зо́гар». Предполагаемый автор перевода книги на латинский язык (ок. 1541).

## Деятельность
Барух ди Беневенто в Неаполе в доме Самуила Абарбанеля читал лекции о каббале. Его приходили слушать и христианские учёные, среди них — римский кардинал Эгидио из Витербо и гебраист Иоанн Альбрехт Видманштадт. Барух преподавал им «Зогар» и другие каббалистические сочинения. В примечании на одной из своих рукописей Видманштадт записал на латыни: «В тο время (1541) я слушал лучшего каббалиста Баруха из Беневенто, который впервые сделал доступным „Зогар“ через Эгидия из Витербо„. Грец, Перлес и другие толковали это место в том смысле, что Барух переводил «Зогар» или его части на латинский язык, но Штейншнейдер настаивал, что здесь говорится только о том, что Барух познакомил христианских учёных с «Зогаром».